# A Thousand Suns World Tour
A Thousand Suns World Tour bylo šesté celosvětové koncertní turné americké rockové skupiny Linkin Park. Turné vzniklo na podporu čtvrtého studiového alba s názevem A Thousand Suns. Turné se umístilo na 35. místě v žebříčku Pollstar „Top 50 Worldwide Tour (Mid-Year)“ a vydělalo přes 20 milionů dolarů.

## Pozadí turné
Linkin Park oznámili své nadcházející světové turné během tiskovky k poslední desce A Thousand Suns.
V rozhovoru pro rádio Bennington uvedl, že turné začne v Jižní Americe, přestože v tomto regionu nejsou příliš známí.

## Obsazení
- Chester Bennington – zpěv, rytmická kytara, perkuse
- Rob Bourdon – bicí
- Brad Delson – sólová kytara, doprovodné vokály, klávesy, perkuse
- Dave Farrell – baskytara, doprovodné vokály, klávesy
- Joe Hahn – gramofony, syntezátor, samplování, doprovodné vokály
- Mike Shinoda – zpěv, rap, rytmická kytara, sólová kytara, klávesy

## Zahajovací vystoupení
- Attaque 77 (Argentina)[4]
- The Futureheads (Evropa)[5]
- Does It Offend You, Yeah? (Anglie) (Severní Amerika)
- DJ Bliss (Spojené arabské emiráty)[6]
- Quami & The Halvot (Izrael)[7]
- Dead Letter Circus (Sydney, Melbourne)
- Sleep Walker (Perth)
- CNBLUE (Chiba)[8]
- The Art (Brisbane, Melbourne, Canberra)
- The Prodigy (Severní Amerika)[6]
- FYE (Severní Amerika)[6]
- Pendulum (Severní Amerika)[6]
- Circa Survive (Phoenix, Dallas)[9]
- Paper Tongues (Phoenix, Dallas, Houston)[10]

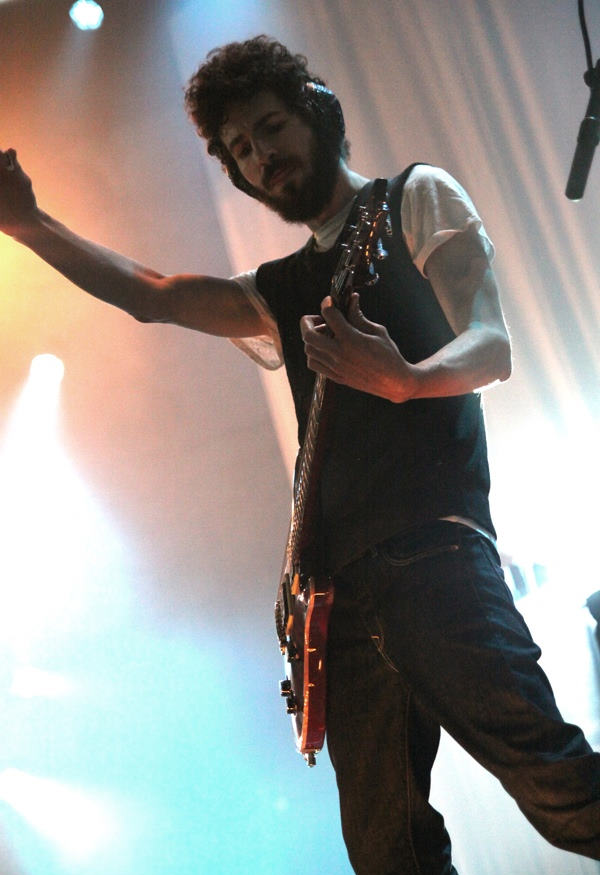
Brad Delson během turné v roce 2010

## Seznam skladeb

### Evropa a Severní Amerika
1. "The Requiem"
2. "Wretches and Kings"
3. "Papercut"
4. "Given Up"
5. "New Divide"
6. "Faint"
7. "Empty Spaces"
8. "When They Come for Me"
9. "No More Sorrow"
10. "Jornada del Muerto"
11. "Waiting for the End"
12. "Wisdom, Justice, and Love"
13. "Iridescent"
14. "Numb"
15. "The Radiance" (contains excerpts from "The Catalyst")
16. "Breaking the Habit"
17. "Shadow of the Day"
18. "Crawling"
19. "One Step Closer"

#### Encore
1. "Fallout"
2. "The Catalyst"
3. "The Messenger"
4. "In the End" (contains elements of "One Step Closer")
5. "What I've Done"
6. "Bleed It Out"(contains elements of "Burning in the Skies" and "A Place for My Head")

zdroj:

## Termíny koncertů
| Datum              | Město                 | Země            | Místo konání                     |
| Jižní Amerika      | Jižní Amerika         | Jižní Amerika   | Jižní Amerika                    |
| ------------------ | --------------------- | --------------- | -------------------------------- |
| 7. října 2010      | Buenos Aires          | Argentina       | Estadio José Amalfitani          |
| 10. října 2010     | Santiago de Chile     | Chile           | Club Hípico de Santiago          |
| 11. října 2010     | Itu                   | Brazílie        | SWU Festival                     |
| Evropa             |                       |                 |                                  |
| 20. října 2010     | Berlín                | Německo         | O2 World                         |
| 22. října 2010     | Stuttgart             | Německo         | Hanns-Martin-Schleyer-Halle      |
| 23. října 2010     | Linec                 | Rakousko        | Intersport Arena                 |
| 25. října 2010     | Paříž                 | Francie         | Palais Omnisports de Paris-Bercy |
| 26. října 2010     | Dortmund              | Německo         | Westfalenhallen                  |
| 27. října 2010     | Kolín nad Rýnem       | Německo         | Lanxess Arena                    |
| 29. října 2010     | Hamburk               | Německo         | O2 World Hamburg                 |
| 30. října 2010     | Herning               | Dánsko          | Jyske Bank Boxen                 |
| 1. listopadu 2010  | Curych                | Švýcarsko       | Hallenstadion                    |
| 2. listopadu 2010  | Frankfurt and Mohanem | Německo         | Festhalle Frankfurt              |
| 4. listopadu 2010  | Manchester            | Anglie          | Manchester Evening News Arena    |
| 5. listopadu 2010  | Newcastle             | Anglie          | Metro Radio Arena                |
| 7. listopadu 2010  | Madrid                | Španělsko       | Puerta de Alcalá                 |
| 9. listopadu 2010  | Birmingham            | Anglie          | LG Arena                         |
| 10. listopadu 2010 | Londýn                | Anglie          | The O2 Arena                     |
| 11. listopadu 2010 | Londýn                | Anglie          | The O2 Arena                     |
| Asie               |                       |                 |                                  |
| 13. listopadu 2010 | Abú Zabí              | Arabské emiráty | Du Arena                         |
| 15. listopadu 2010 | Tel Aviv              | Izrael          | Hayarkon Park                    |
| Austrálie          |                       |                 |                                  |
| 3. prosince 2010   | Brisbane              | Austrálie       | Brisbane Entertainment Centre    |
| 4. prosince 2010   | Newcastle             | Austrálie       | Newcastle Entertainment Centre   |
| 7. prosince 2010   | Perth                 | Austrálie       | Burswood Dome                    |
| 9. prosince 2010   | Adelaide              | Austrálie       | Adelaide Entertainment Centre    |
| 11. prosince 2010  | Sydney                | Austrálie       | Acer Arena                       |
| 12. prosince 2010  | Melbourne             | Austrálie       | Rod Laver Arena                  |
| 13. prosince 2010  | Melbourne             | Austrálie       | Rod Laver Arena                  |
| 15. prosince 2010  | Sydney                | Austrálie       | Acer Arena                       |
| 16. prosince 2010  | Canberra              | Austrálie       | AIS Arena                        |
| Severní Amerika    |                       |                 |                                  |
| 20. ledna 2011     | Sunrise               | USA             | BankAtlantic Center              |
| 22. ledna 2011     | Tampa                 | USA             | St. Pete Times Forum             |
| 23. ledna 2011     | Atlanta               | USA             | Philips Arena                    |
| 25. ledna 2011     | Detroit               | USA             | Joe Louis Arena                  |
| 26. ledna 2011     | Chicago               | USA             | United Center                    |
| 28. ledna 2011     | Saint Paul            | USA             | Xcel Energy Center               |
| 29. ledna 2011     | Kansas City           | USA             | Sprint Center                    |
| 31. ledna 2011     | Philadelphia          | USA             | Wells Fargo Center               |
| 1. února 2011      | Boston                | USA             | TD Garden                        |
| 4. února 2011      | New York City         | USA             | Madison Square Garden            |
| 7. února 2011      | Montréal              | Kanada          | Bell Centre                      |
| 8. února 2011      | Toronto               | Kanada          | Air Canada Centre                |
| 19. února 2011     | Las Vegas             | USA             | MGM Grand Garden Arena           |
| 20. února 2011     | San Diego             | USA             | Viejas Arena                     |
| 22. února 2011     | San Jose              | USA             | HP Pavilion at San Jose          |
| 23. února 2011     | Los Angeles           | USA             | Staples Center                   |
| 25. února 2011     | Salt Lake City        | USA             | EnergySolutions Arena            |
| 26. února 2011     | Denver                | USA             | Pepsi Center                     |
| 28. února 2011     | Phoenix               | USA             | US Airways Center                |
| 2. března 2011     | Dallas                | USA             | American Airlines Center         |
| 3. března 2011     | Houston               | USA             | Toyota Center                    |
| 4. června 2011     | Irvine                | USA             | Verizon Wireless Amphitheatre    |
| 5. června 2011     | Mountain View         | USA             | Shoreline Amphitheatre           |
| Evropa             |                       |                 |                                  |
| 11. června 2011    | Nickelsdorf           | Rakousko        | Pannonia Fields II               |
| 12. června 2011    | Leicestershire        | Anglie          | Donington Park                   |
| 14. června 2011    | Stockholm             | Švédsko         | Ericsson Globe                   |
| 16. června 2011    | Helsinky              | Finsko          | Kaisaniemi Park                  |
| 18. června 2011    | Lipsko                | Německo         | Leipziger Festwiese              |
| 19. června 2011    | Oberursel             | Německo         | Hessentagsarena Open Air Gelände |
| 21. června 2011    | Hamburk               | Německo         | O2 World                         |
| 23. června 2011    | Moskva                | Rusko           | Rudé náměstí                     |
| 25. června 2011    | Mnichov               | Německo         | Olympia Reitstadion Riem         |
| 26. června 2011    | Imola                 | Itálie          | Autodromo Enzo e Dino Ferrari    |
| 28. června 2011    | Arendal               | Norsko          | Tromøy                           |
| 30. června 2011    | Rotselaar             | Belgie          | Werchter Festival Grounds        |
| 1. července 2011   | Arras                 | Francie         | Citadelle d'Arras                |
| 2. července 2011   | St. Gallen            | Švýcarsko       | Sittertobel                      |
| 4. července 2011   | Londýn                | Anglie          | Roundhouse                       |
| Severní Amerika    |                       |                 |                                  |
| 30. srpna 2011     | Las Vegas             | USA             | The Joint                        |
| Asie               |                       |                 |                                  |
| 6. září 2011       | Čch’-lie-ťiao         | Hongkong        | AsiaWorld-Arena                  |
| 8. září 2011       | Soul                  | Jižní Korea     | Olympic Gymnastics Arena         |
| 11. září 2011      | Čiba                  | Japonsko        | Makuhari Event Hall              |
| 13. září 2011      | Jokohama              | Japonsko        | Yokohama Arena                   |
| 14. září 2011      | Nagoja                | Japonsko        | Nippon Gaishi Hall               |
| 6. září 2011       | Osaka                 | Japonsko        | International Conference Hall    |
| 19. září 2011      | Tchaj-pej             | Tchaj-wan       | TWTC Nangang Exhibition Hall     |
| 21. září 2011      | Jakarta               | Indonésie       | Gelora Bung Karno Stadium        |
| 23. září 2011      | Bangkok               | Thajsko         | Aktive Square                    |
| 25. září 2011      | Marina Bay            | Singapur        | Marina Bay Street Circuit        |

zdroj: